# Daria Colombo
Daria Colombo (Verona, 13 aprile 1955) è una giornalista, scrittrice e attivista italiana.

## Biografia
Figlia dell'ex senatore Vittorino Colombo, dopo una laurea in lettere moderne presso l'Università di Padova, si specializza in storia del teatro. Tra il 1975 e il 1980, lavora negli ambiti teatrale, cinematografico e televisivo, collaborando con alcuni grandi nomi come Florestano Vancini, Pasquale Festa Campanile, Giancarlo Nicotra, Adriano Celentano.
Contemporaneamente studia scenografia e architettura d'interni e inizia anche la professione di art director per case discografiche quali EMI, Polygram, Sony Music e Universal Records, tramite la quale avrà l'occasione di incontrare il cantautore Roberto Vecchioni, suo marito dal 1981, col quale ha avuto tre figli, Carolina, Arrigo (deceduto nel 2023) ed Edoardo.
Nel corso degli anni ha collaborato anche con quotidiani quali Corriere della Sera e L'Unità, col mensile Maxim e con la RAI, dove ha partecipato alla realizzazione di vari programmi; tra gli altri “I Grandi processi” con Sandro Curzi e Franca Leosini (1996) di cui è coautrice per RAI 1 e lo speciale “68 e dintorni” (1998) per RAI 3, di cui è autrice unica.
Nell'aprile 2010 ha pubblicato il romanzo Meglio dirselo, vincitore ex aequo del Premio Bagutta 2011 (sezione Opera prima).

## Impegno politico e sociale
Nel 2001, con alcuni amici, fu l'ideatrice del Movimento dei Girotondi. Da allora l'impegno politico e quello sociale (opera soprattutto in Kenya a sostegno dei bambini di strada) assorbono la maggior parte dei suoi interessi pur continuando a coadiuvare professionalmente il marito come amministratore delegato della società che si occupa di tutte le attività del cantautore.
Nel 2016 firma l'appello de Il Fatto Quotidiano a sostegno delle ragioni del "No" al referendum costituzionale sulla riforma Renzi-Boschi.

## Opere
- Meglio dirselo, Milano, Rizzoli, 2010[8]
- Alla nostra età con la nostra bellezza, Rizzoli 2015, ISBN 9788817082242
- Cara premier ti scrivo, La nave di Teseo, 2019